# IC 732-2
IC 732-2 — галактика типу I (нерегулярна галактика) у сузір'ї Лев.
Цей об'єкт міститься в оригінальній редакції індексного каталогу.